# Pawo Choyning Dorji

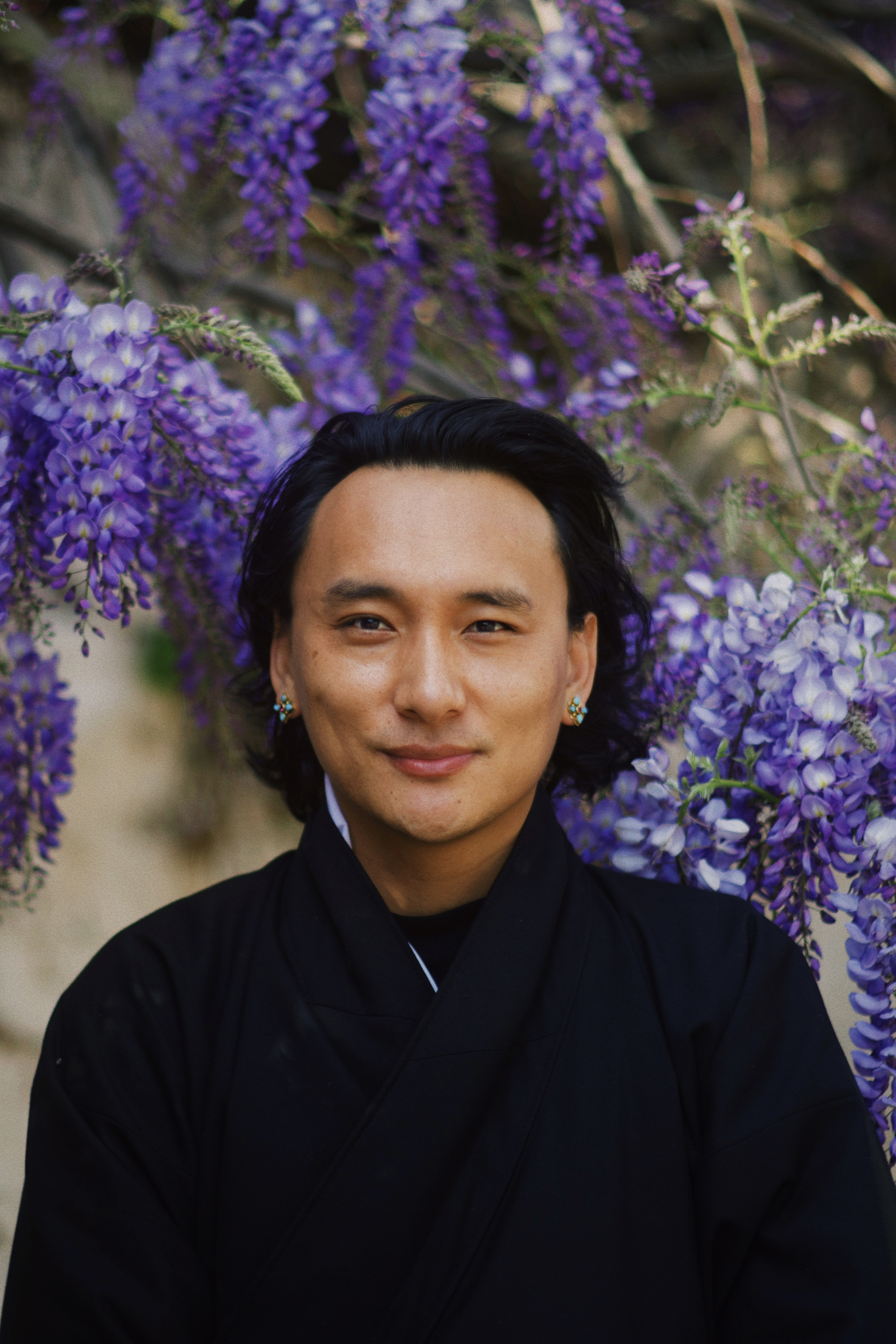
Pawo Choyning Dorji (2024)

Pawo Choyning Dorji Drug Thuksey (bhutanisch དཔའ་བོ་ཆོས་དབྱིངས་རྡོ་རྗི།; geb. 23. Juni 1983) ist ein bhutanischer Filmemacher und Fotograf. Sein Regiedebüt Lunana – Das Glück liegt im Himalaya (2019) wurde bei der 94. Oscarverleihung als bester internationaler Spielfilm nominiert. Sein zweiter Film Was will der Lama mit dem Gewehr? (2023) kam in die Shortlist für die Nominierungen zum besten internationalen Film bei der 96. Oscarverleihung.
Dorji ist der jüngste Empfänger der höchsten zivilen Auszeichnung Bhutans, des Druk Thuksey. Die Auszeichnung wurde ihm von König Druk Gyalpo Jigme Khesar Namgyel Wangchuck verliehen. Er ist Mitglied der Academy of Motion Picture Arts and Sciences. Im Juni 2024 erhielt Dorji von seiner Alma Mater, der Lawrence University, die Ehrendoktorwürde der Schönen Künste und hielt die Abschlussrede.

## Leben

### Jugend und Ausbildung
Als Sohn eines Diplomaten wuchs Dorji in Bhutan, Indien, der Schweiz und Kuwait auf. Während seines Aufenthalts in Indien besuchte er die Kodaikanal International School und in Bhutan die Yangchenphug Higher Secondary School (དབྱངས་ཅན་ཕུག་འབྲིང་རིམ་སློབ་གྲྭ་གོང་མ). 2006 schloss er sein Studium der Politikwissenschaften an der Lawrence University in den Vereinigten Staaten ab. 2009 absolvierte er ein Studium der buddhistischen Philosophie am Sarah Buddhist Institute (བོད་ཀྱི་མཐོ་རིམ་སློབ་གཉེར་ཁང་, Wylie: bod kyi mtho rim slob gnyar khang).

## Karriere
Als Fotograf verfasste Dorji Beiträge für Publikationen wie Vice, Esquire und Life. Er ist Autor mehrerer Foto-Essaybände. Sein drittes Buch Light of the Moon („Mondlicht“) entstand in einem Zeitraum von fünf Jahren.
Dorji, ein gläubiger Buddhist, ist ein Schüler des renommierten buddhistischen Meisters und Filmemachers Khyentse Norbu und entdeckte das Filmemachen durch die Zusammenarbeit mit ihm, zunächst als Regieassistent bei Vara: A Blessing (2013) und dann als Produzent von Hema Hema (2016).
Dorji drehte sein Regiedebüt über einen Zeitraum von zwei Monaten in einer abgelegenen Schule im Himalaya-Dorf Lunana. Lunana – Das Glück liegt im Himalaya hatte seine Weltpremiere beim 63. BFI London Film Festival. Der Film gewann den Publikumspreis und die Auszeichnung „Best of the Fest“ beim Palm Springs International Film Festival 2020. Ursprünglich sollte der Film Bhutans zweiter Beitrag als „Bester internationaler Spielfilm“ bei den 93. Academy Awards sein, aber aufgrund eines Fehlers wurde er im folgenden Jahr erneut eingereicht und war Bhutans erste Oscar-Nominierung. Dorji antwortete: „Das Magischste daran ist, dass es so unerwartet kam ... Ich hoffe, es inspiriert bhutanische und Himalaya-Filmemacher“ („The most magical part of this is it was so unexpected... I hope it inspires Bhutanese and Himalayan filmmakers“). Es war erst Bhutans zweiter Gesamtbeitrag in der Geschichte der Oscars. „Spiel der Götter – Als Buddha den Fußball entdeckte“, das Regiedebüt von Dorjis Lehrer Khyentse Norbu, war 1999 der erste Beitrag aus Bhutan gewesen.
Dorji wurde eingeladen, Mitglied der Academy of Motion Picture Arts and Sciences zu werden, nachdem er sowohl dem Regie- als auch dem Drehbuchautorenzweig beigetreten war. Schließlich trat er der Akademie als Regisseur bei.
Am 17. Dezember 2022, dem 115. Nationalfeiertag Bhutans, wurde Dorji von König Jigme Khesar Namgyel Wangchuck die höchste zivile Auszeichnung Bhutans verliehen: der Königliche Orden Druk Thuksey, „Herzenssohn des Donnerdrachen“. Dieser königliche Orden wird für herausragende Verdienste um die Nation und das Volk Bhutans verliehen. Dorji war der jüngste Preisträger in der Geschichte Bhutans und der erste bhutanische Filmemacher, dem der Druk Thuksey verliehen wurde.
Dorjis zweiter Spielfilm Was will der Lama mit dem Gewehr? hatte seine Weltpremiere beim 50. Telluride Film Festival in Telluride, Colorado. Der Film hatte seine internationale Premiere beim 48th Toronto International Film Festival im Rahmen des Hauptprogramms. Bhutan reichte Was will der Lama mit dem Gewehr? als offiziellen Beitrag Bhutans für den besten internationalen Spielfilm bei der 96. Oscarverleihung ein und kam in die engere Auswahl.

## Persönliches
Dorji ist seit 2009 verheiratet mit der taiwanesichen Schauspielerin und Produzentin Fan Yuin „Stephanie“ Lai, der Tochter des Schauspielers Stan Lai. Das Paar hat eine Tochter und einen Sohn. Die Familie teilt ihre Zeit zwischen Taiwan, Bhutan und Indien.

## Werke
- Seeing Sacred: Lights & Shadows Along the Path.
- Turquoise Heart: Bhutanese remembers a Bhutanese. 2017.
- The Light of the Moon: The Legacy of Xuanzang of Tang. 2019.

## Filmographie
| Jahr | Titel                                                         | Regisseur | Drehbuch | Produzent | Sonstiges                      | Anmerkungen |
| ---- | ------------------------------------------------------------- | --------- | -------- | --------- | ------------------------------ | --- |
| 2013 | Vara: A Blessing                                              | Assistent |          |           | Photograph für die Standbilder | |
| 2016 | Hema Hema                                                     |           |          | Ja        |                                | |
| 2019 | Lunana: A Yak in the Classroom                                | Ja        | Ja       | Ja        |                                | Spielfilmdebüt als Regisseur Nominiert für den 94. Oscar für den besten internationalen Spielfilm.                                               |
| 2023 | The Monk and the Gun                                          | Ja        | Ja       | Ja        |                                | Weltpremiere beim TFF, internationale Premiere beim TIFF und Vorführung beim BIFF Shortlist – 96. Oscar für den besten internationalen Spielfilm |
| 2024 | Tales of Taipei (愛情城事 - Àiqíng chéng shì Stadt der Liebe) | Ja        | Ja       |           |                                | |

## Ehrungen
- Bhutan:
  - Royal Order of Bhutan: [Druk Thuksey] (17. Dezember 2022).[18]